# Textilkunst-Biennale Kaunas
Die Textilkunst-Biennale Kaunas (litauisch Kauno bienalė) ist eine internationale Kunstbiennale, die seit 1997 in Kaunas in Litauen stattfindet, im Jahr 2015 zum zehnten Mal. 
Die Biennale hat ihren Schwerpunkt in zeitgenössischer Textilkunst. Sie wird von der Litauischen Künstlervereinigung in Zusammenarbeit mit der Textilkunst-Gilde und dem Kunstinstitut Kaunas organisiert. International hat sich die Textilkunst-Biennale Kaunas zu einer bedeutenden Veranstaltung innerhalb der Textilkunst-Szene entwickelt. Nach bescheidenen Anfängen findet sie mittlerweile an verschiedenen Standorten in Kaunas statt und bietet auch ein pädagogisches Begleitprogramm an. Während der vergangenen sieben Ausstellungen wurden 1.200 Kunstwerke aus mehr als 40 Staaten gezeigt. 